# Кази-заде ар-Руми
Салахуддин Муса ибн Мухаммад ибн Махмуд Кази-заде ар-Руми (Бурса, Турция, 1364 — Самарканд, 1437) — среднеазиатский математик и астроном империи Тимуридов.

## Биография
Кази-заде означает «сын судьи», ар-Руми — «римлянин», «ромей», то есть выходец из Малой Азии, ранее принадлежавшей Византийской империи.
Учился в Самарканде у придворного астронома Тимура мауланы Ахмада. Был учителем Улугбека по астрономии, вместе с ал-Каши и ал-Кушчи работал в Самаркандской обсерватории и был одним из авторов самаркандских астрономических таблиц («Зиджа Гургани»).
Долгое время, считалось, что великий астроном захоронен в двухкупольном мавзолее ансамбля Шахи Зинда в Самарканде, но вскрытие этого мавзолея в 1977 году (комплексная группа в составе архитектора П. Ш. Захидова, археолога Н. Б. Немцевой и антрополога Т. Ходжановой) показало отсутствие скелета мужчины. На этой же версии настаивали и самаркандцы, убеждая учёных, что Ар-Руми захоронен в другом неизвестном месте.
Ар-Руми принадлежат обработка первых семи книг «Начал» Евклида, комментарий к «Предложениям обоснования» Шамсуддина ас-Самарканди, комментарий к «Краткому изложению астрономии» ал-Чагмини, «Трактат об арифметике», «Трактат об определении синуса одного градуса», «Трактат о синусе», «Трактат о синус-квадранте», «Трактат об азимуте киблы», «Трактат о науке астрономии», комментарий к «Философии источника» ал-Казвини.

## Публикации
- Ар-Руми Кази-заде. Трактат об определении синуса одного градуса. Прим. Б. А. Розенфельда и А. П. Юшкевича. Историко-математические исследования, 13, 1960, с. 539—556.